# Aloe rhodesiana
Aloe rhodesiana är en grästrädsväxtart som beskrevs av Alfred Barton Rendle. Aloe rhodesiana ingår i släktet Aloe och familjen grästrädsväxter. Inga underarter finns listade i Catalogue of Life.

## Bildgalleri

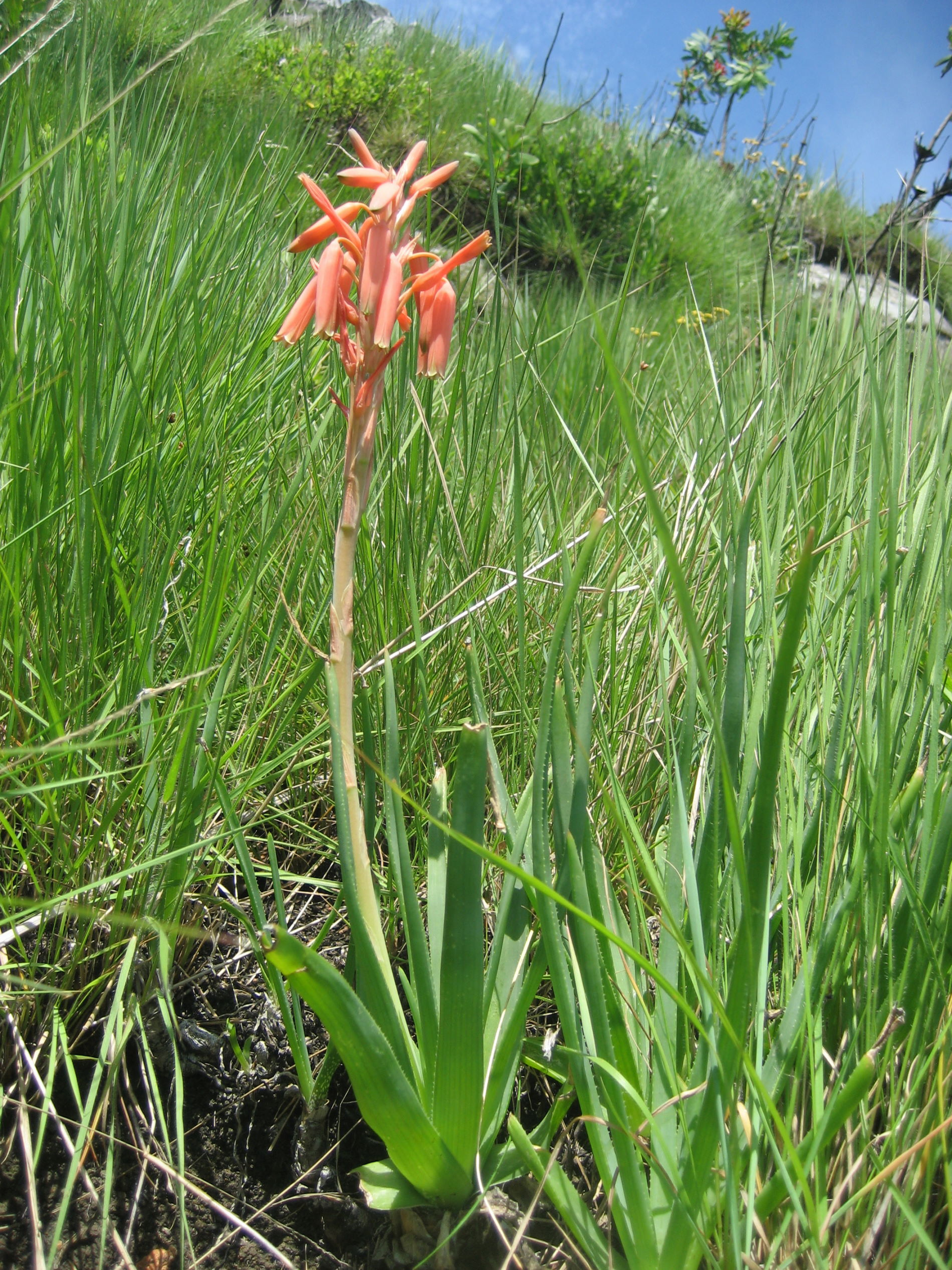
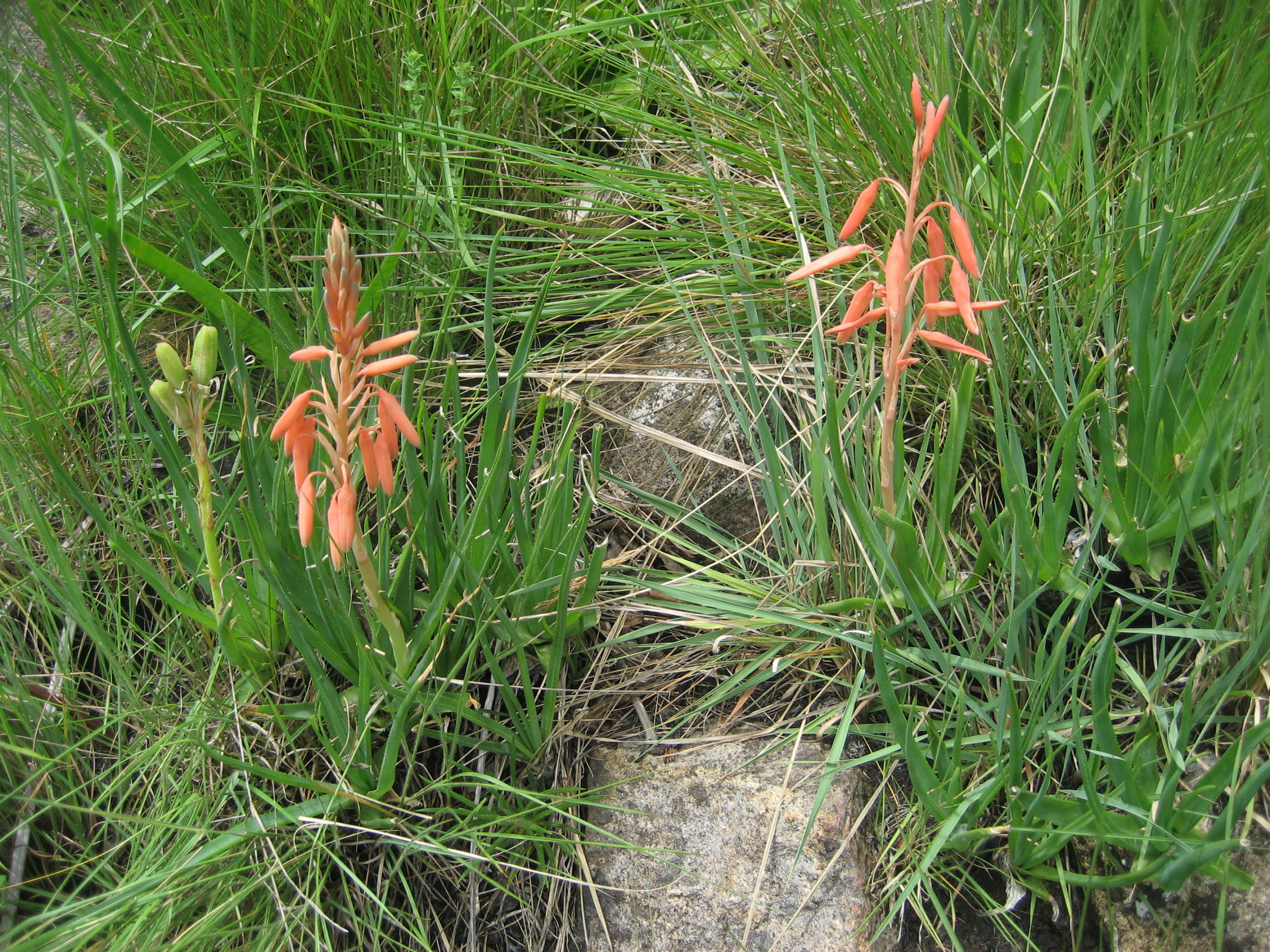
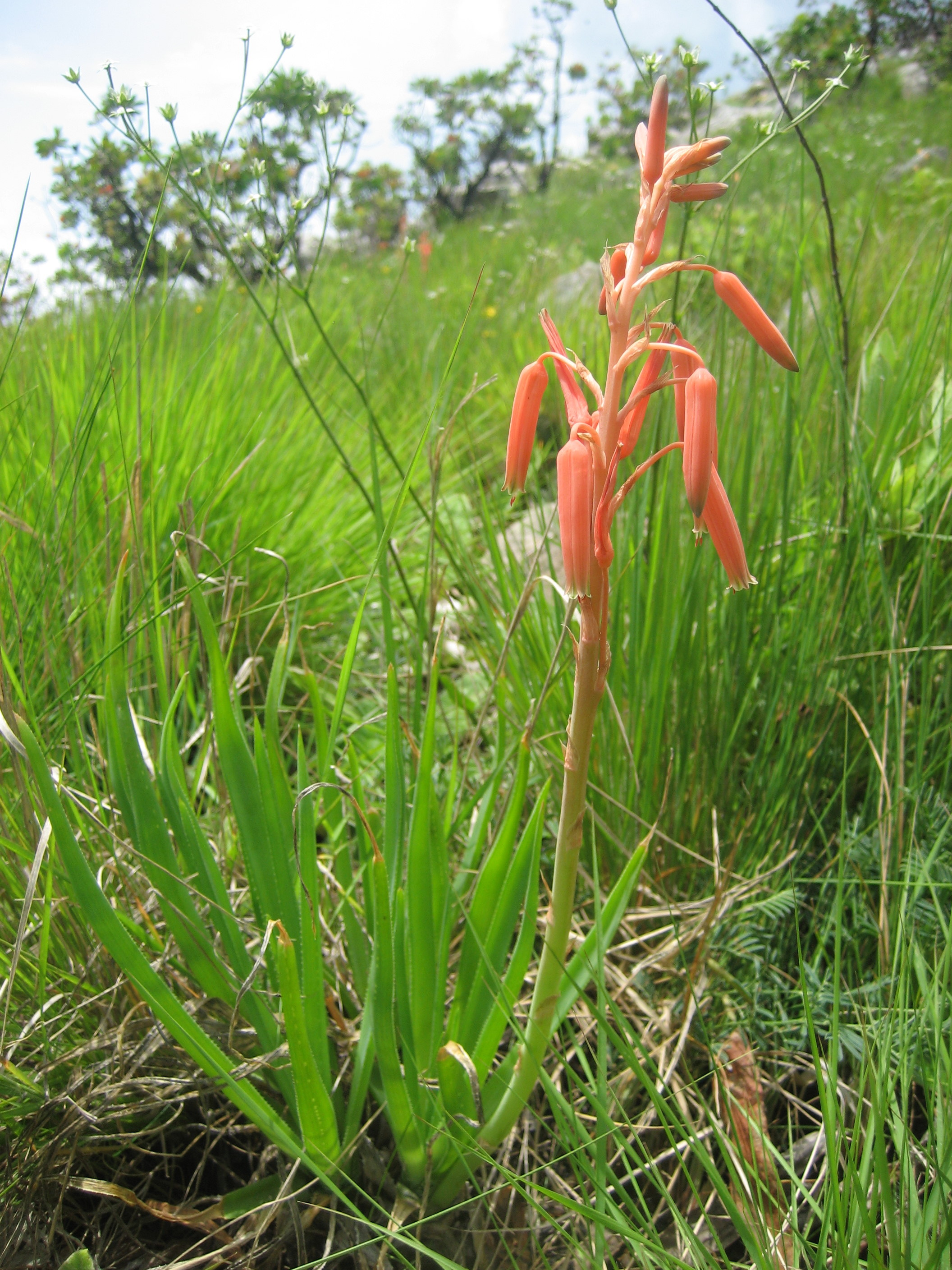
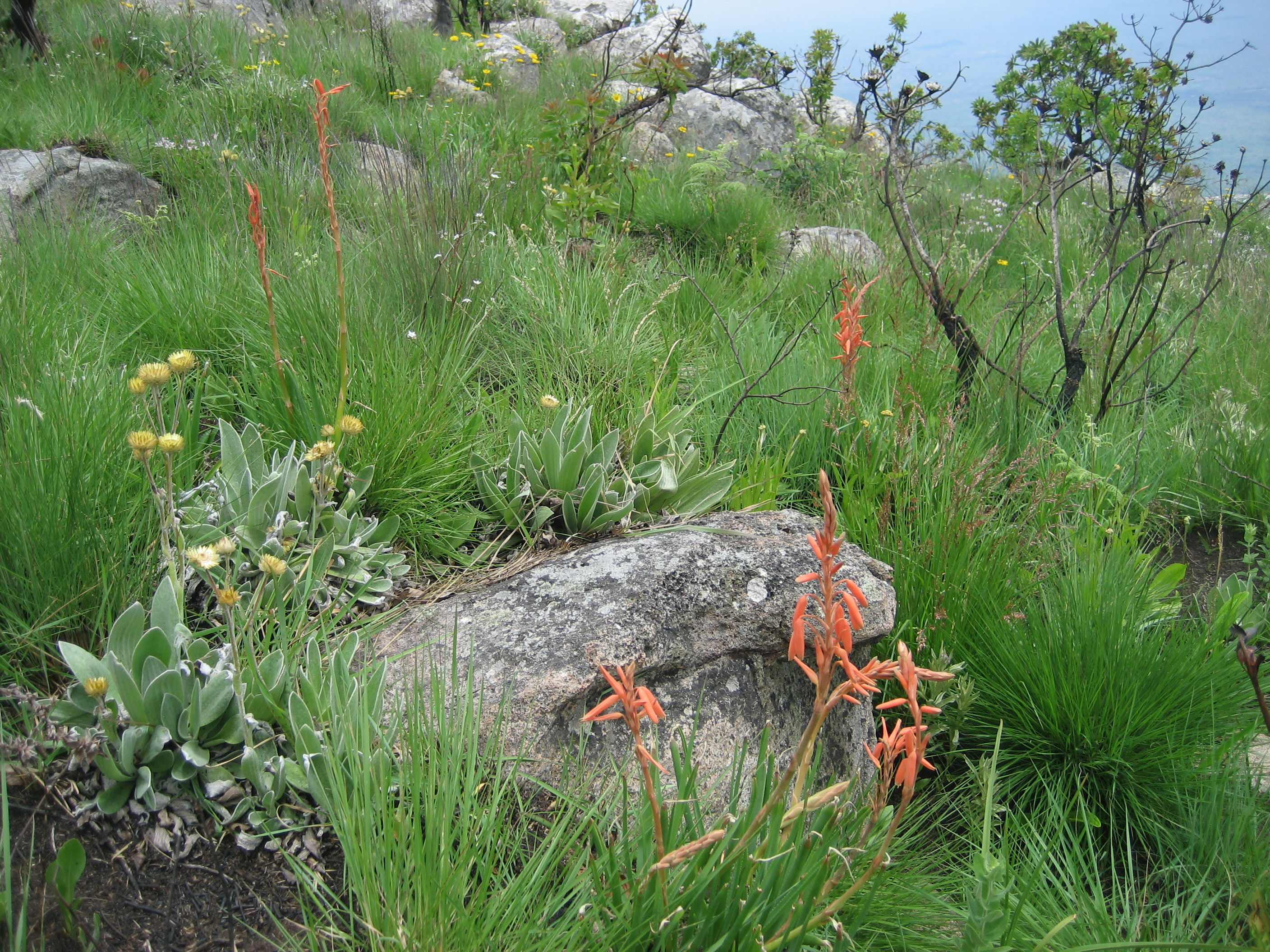